# Muzeum Historyczne – Pałac w Dukli
Muzeum Historyczne – Pałac w Dukli – muzeum poświęcone militariom i historii okolic Dukli, mające siedzibę w dawnym pałacu w Dukli.

## Siedziba
Siedzibą muzeum jest późnobarokowy zespół pałacowo-parkowy Mniszchów z II połowy XVIII wieku, wybudowany w typie „entre cour et jardin” na bazie starszych budowli. Ten obiekt łączy w sobie bogatą historię i symbolizuje świetność miasta. W trakcie II wojny światowej uległ poważnym zniszczeniom, powstanie muzeum umożliwiło jego odbudowę.

## Historia

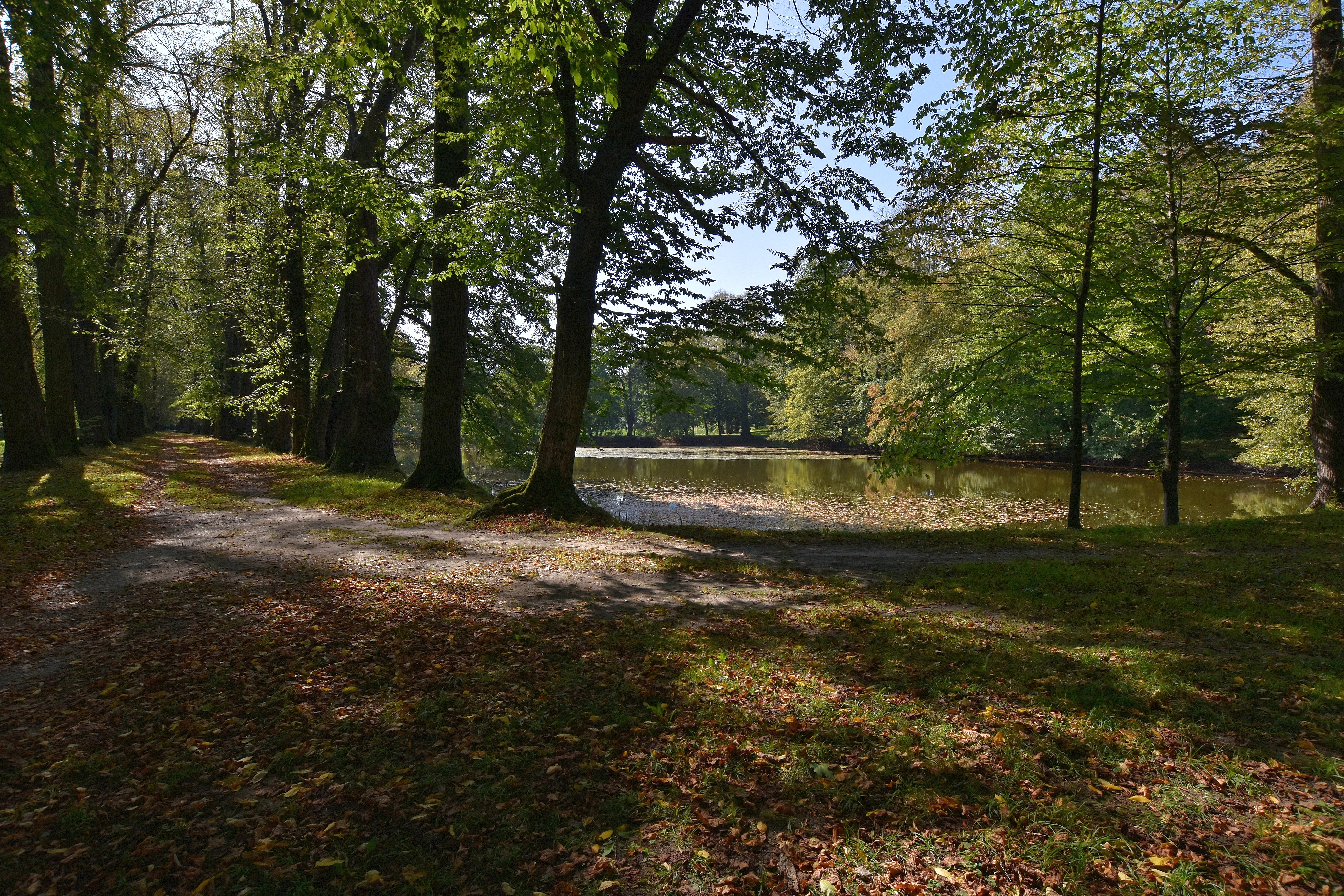
Park należący do kompleksu pałacowo-parkowego

Muzeum zapoczątkowała wystawa poświęcona operacji karpacko-dukielską, zorganizowana w 1964, w ramach obchodów 20-lecia największej bitwy górskiej II wojny światowej. Jej inicjatorami, jak również pomysłodawcami organizacji placówki muzealnej w dukielskim pałacu, byli działacze PTTK z Krosna, Rzeszowa i Dukli. W 1968 wystawa została podporządkowana Muzeum Podkarpackiemu w Krośnie pod nazwą Oddział Wojskowy w Dukli. Jej kierownikiem została Irena Okólska, późniejszy dyrektor Muzeum w Dukli. Zadaniem placówki była próba odbudowania zniszczonego podczas wojny pałacu. Po wyremontowaniu pierwszego piętra stworzono tam wystawę prezentującą broń zebraną z okolic Dukli.
Samodzielność organizacyjną placówka uzyskała 1 marca 1972, kiedy zaczęła działać pod nazwą Muzeum Braterstwa Broni. W 1991 przekształcono ją w Muzeum Historyczne – Pałac w Dukli. Zmiana profilu wiązała się z rozszerzeniem zakresu tematycznego wystaw stałych i uwzględnieniem dziejów Dukli i dukielskiego zespołu pałacowo-parkowego oraz walk w Karpatach w okresie I i II wojny światowej.  
Skarb państwa w 1975 oddał muzeum cały zespół pałacowy. Obiekty znajdujące się tam, po wykwaterowaniu lokatorów, zostały poddane remontowi, który trwał do września 1984. W latach 1979–1982 pod jurysdykcję muzeum Skarb Państwa przekazał park znajdujący się koło pałacu, co umożliwiło scalenie kompleksu pałacowo-parkowego. Wciąż jednak część zaplecza parku jest użytkowana przez oddział Fabryki Mebli w Krośnie, natomiast sad pałacowy przez Nadleśnictwo Państwowe w Dukli. W 40. rocznicę operacji dukielsko-preszowskiej, otwarto wystawę w środkowym budynku pałacowym, pod nazwą: „Operacja dukielsko-preszowska 1944 roku na tle wydarzeń II wojny światowej”.
Od 1 stycznia 1999 muzeum jest jednostką organizacyjną powiatu krośnieńskiego, natomiast w dniu 18 września 2012 cały zespół odzyskali spadkobiercy Stanisława Tarnowskiego (1918–2006, syna Hieronima z rodziny Tarnowskich), a muzeum od tego momentu stało się dzierżawcą głównego budynku oraz części dziedzińca, dzięki czemu kontynuuje swoją działalność.

## Wystawy
Muzeum ma kilka wystaw stałych, a kilka razy w roku prezentowane są wystawy czasowe.

### Z dziejów Dukli i dukielskiego zespołu pałacowo-parkowego
Stała wystawa poświęcona historii Dukli i okolic prezentuje liczne fotografie oraz pocztówki, ukazujące przemiany wyglądu miasta. Przedstawiono tu ważne postacie oraz wydarzenia z jego dziejów. Szczególny zbiór przedstawia historię zespołu pałacowo-parkowego. Są to pamiątki i symbole związane z pałacem. Przedstawiono tu też wizerunki właścicieli dóbr dukielskich i gości pałacu, m.in. portret Tadeusza Kościuszki, który złożył wizytę w pałacu Mniszchów 19 października 1775. Oprócz nich eksponowane są różne obrazy, m.in.: pejzaże autorstwa Heleny ze Stadnickich Męcińskiej, akwaforty Daniela Chodowieckiego i litografie z widokami miast Napoleona Ordy. Wystawę uzupełniają reprodukcje różnych dzieł, nawiązujących do dawnej kolekcji pałacowej, książki, pochodzące z biblioteki pałacowej, oraz duża grupa dokumentów, korespondencji, rycin, starodruków oraz map.
Ponadto na ekspozycji znajdują się pamiątki dotyczące kanonizacji św. Jana z Dukli przez Jana Pawła II w 1997.  
Eksponaty pochodzą głównie z XIX i XX wieku. Cała wystawa znajduje się w pokojach stylizowanych na dawny wygląd wnętrz pałacu Mniszków.

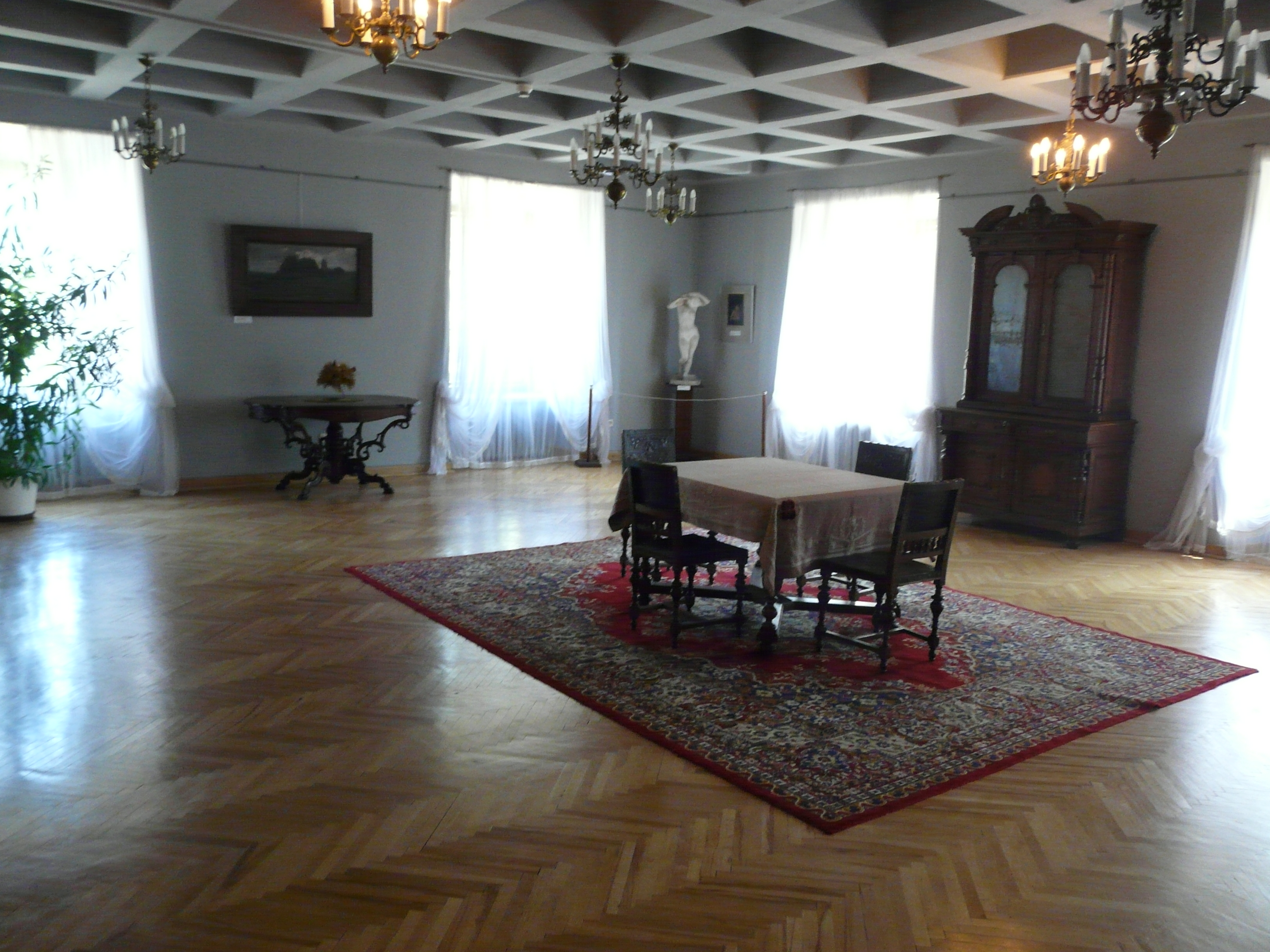
Wygląd wystawy poświęconej historii Dukli i pałacu
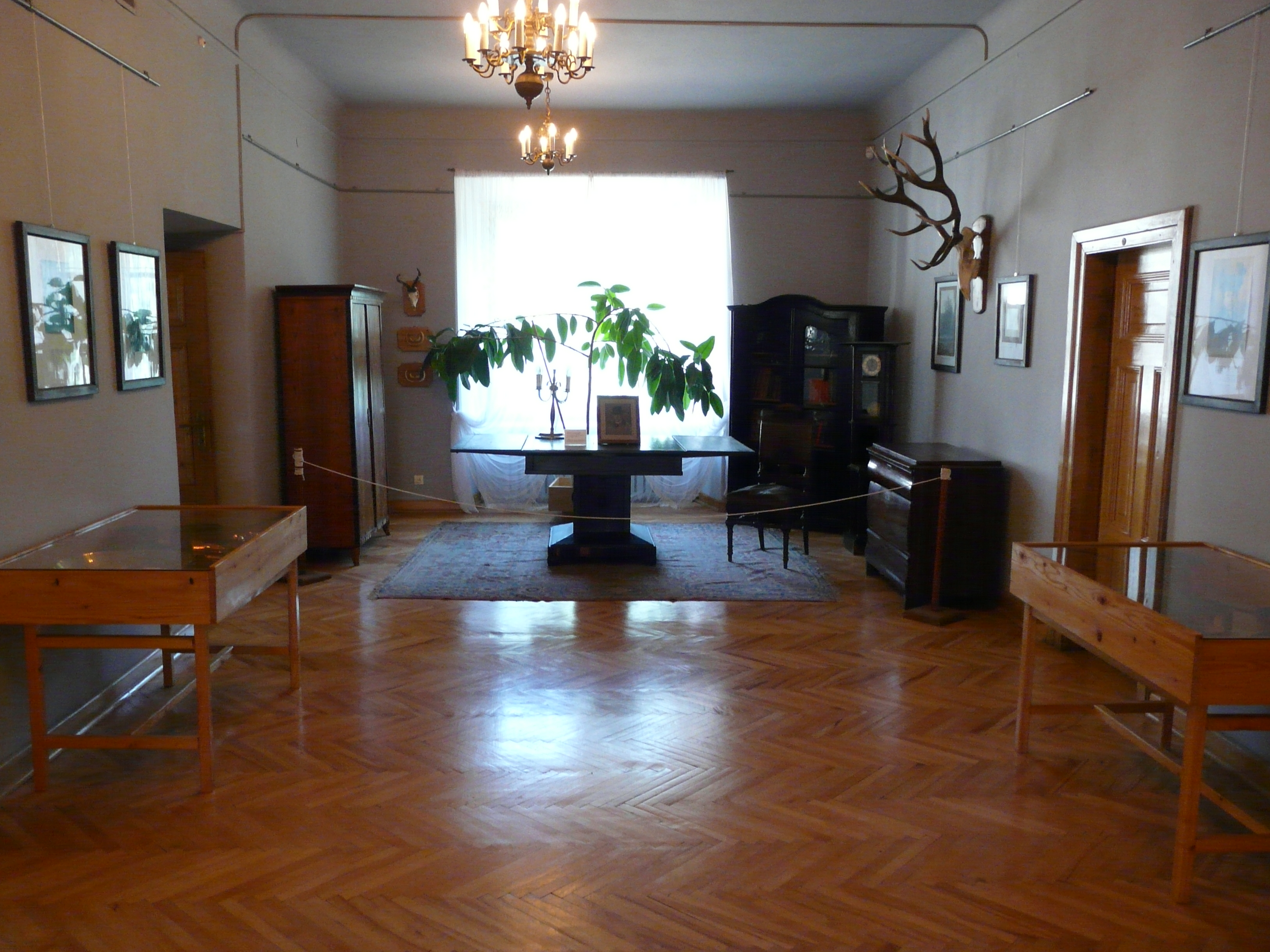
Inny fragment wystawy
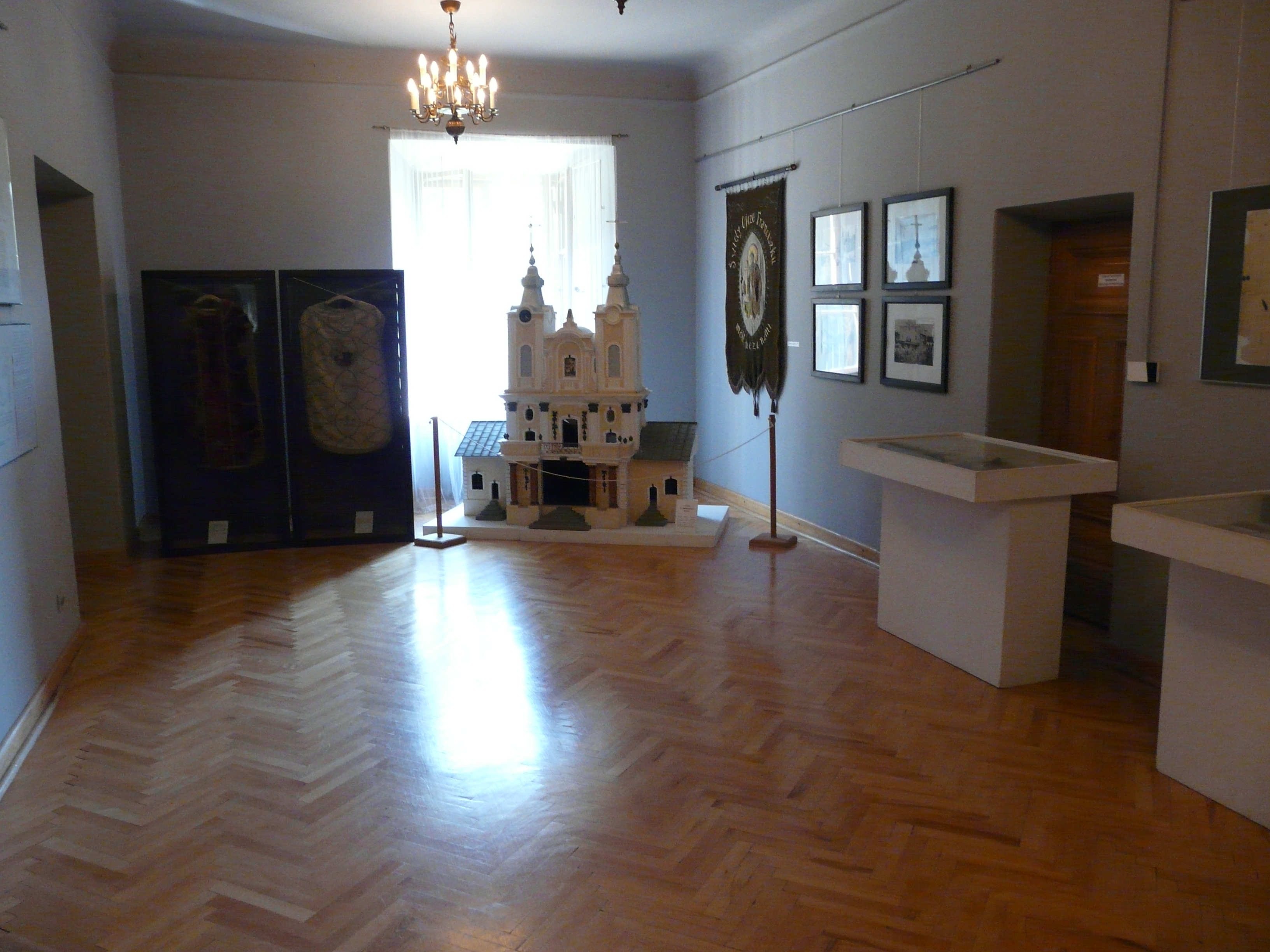
Makieta klasztoru, oraz pamiątki po Janie Pawle II

### Wystawy militarne
W muzeum znajduje się kilka wystaw poświęconych tematyce militarnej. Zabytki głównie pochodzącą z pól bitew lub zostały przekazane z jednostek wojskowych. Większość z nich jest produkcji radzieckiej, lecz znajdują się tu też egzemplarze broni produkcji niemieckiej, austriackiej, polskiej, czechosłowackiej i węgierskiej. Zabytki głównie pochodzą z okresu II wojny światowej. Ponadto kolekcję uzupełnia materiał fotograficzno-dokumentacyjny i archiwalny.

#### Działania operacji karpackiej i gorlickiej XII 1914–V 1915
Ekspozycja prezentuje przebieg operacji galicyjskiej i gorlickiej na przykładach egzemplarzy broni białej i palnej używanej w czasie I wojny światowej. Jej uzupełnienie stanowi wystawa „Józef Piłsudski – Życie i działalność na tle polskiego czynu zbrojnego i niepodległościowego” (na którą składają się fotografie przedstawiające najważniejsze epizody z działalności marszałka) oraz obiekty związane z walkami o granice Rzeczypospolitej.

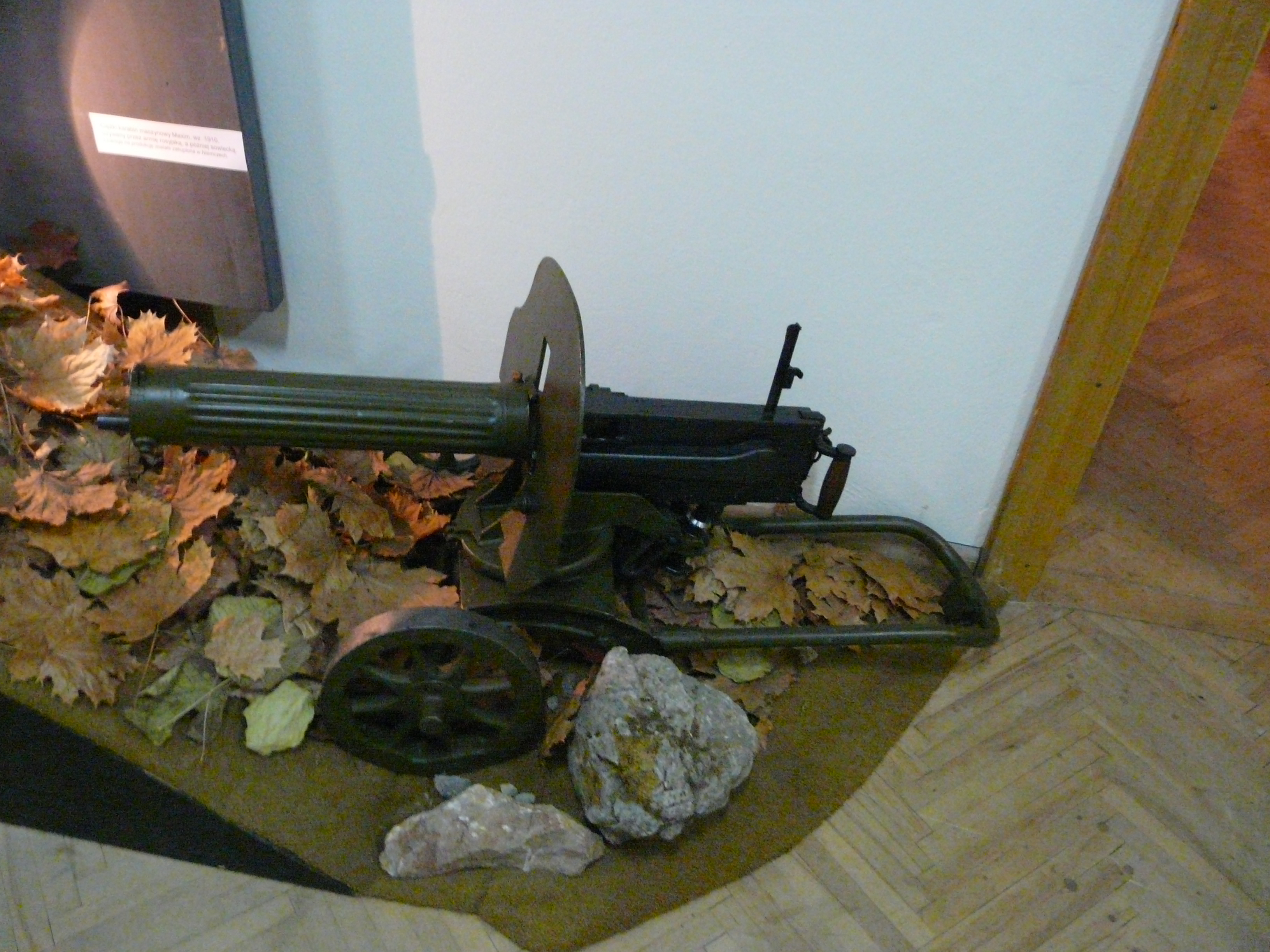
Maxim wz. 1910
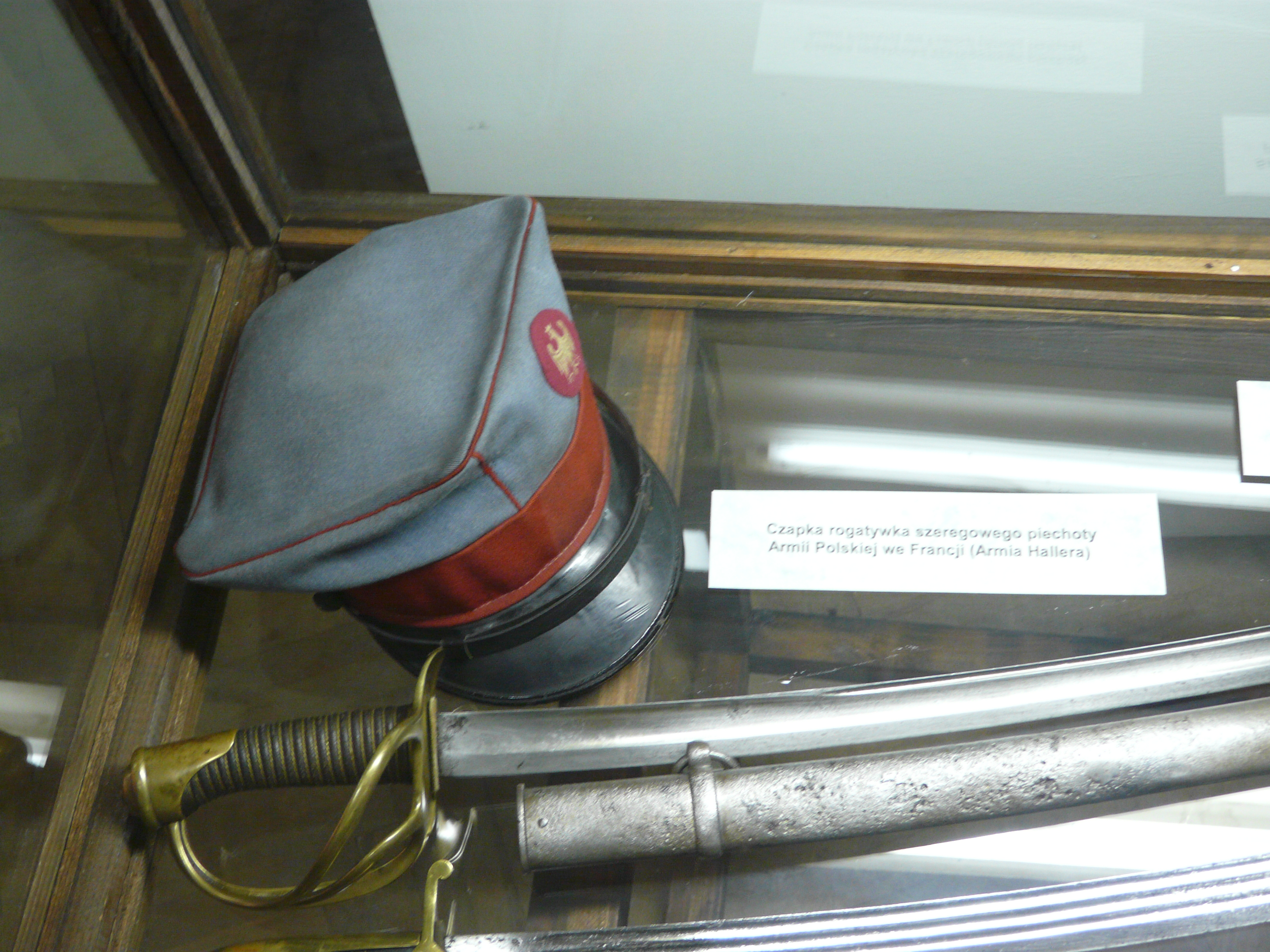
Czapka rogatywka szeregowego piechoty Armii Polskiej we Francji
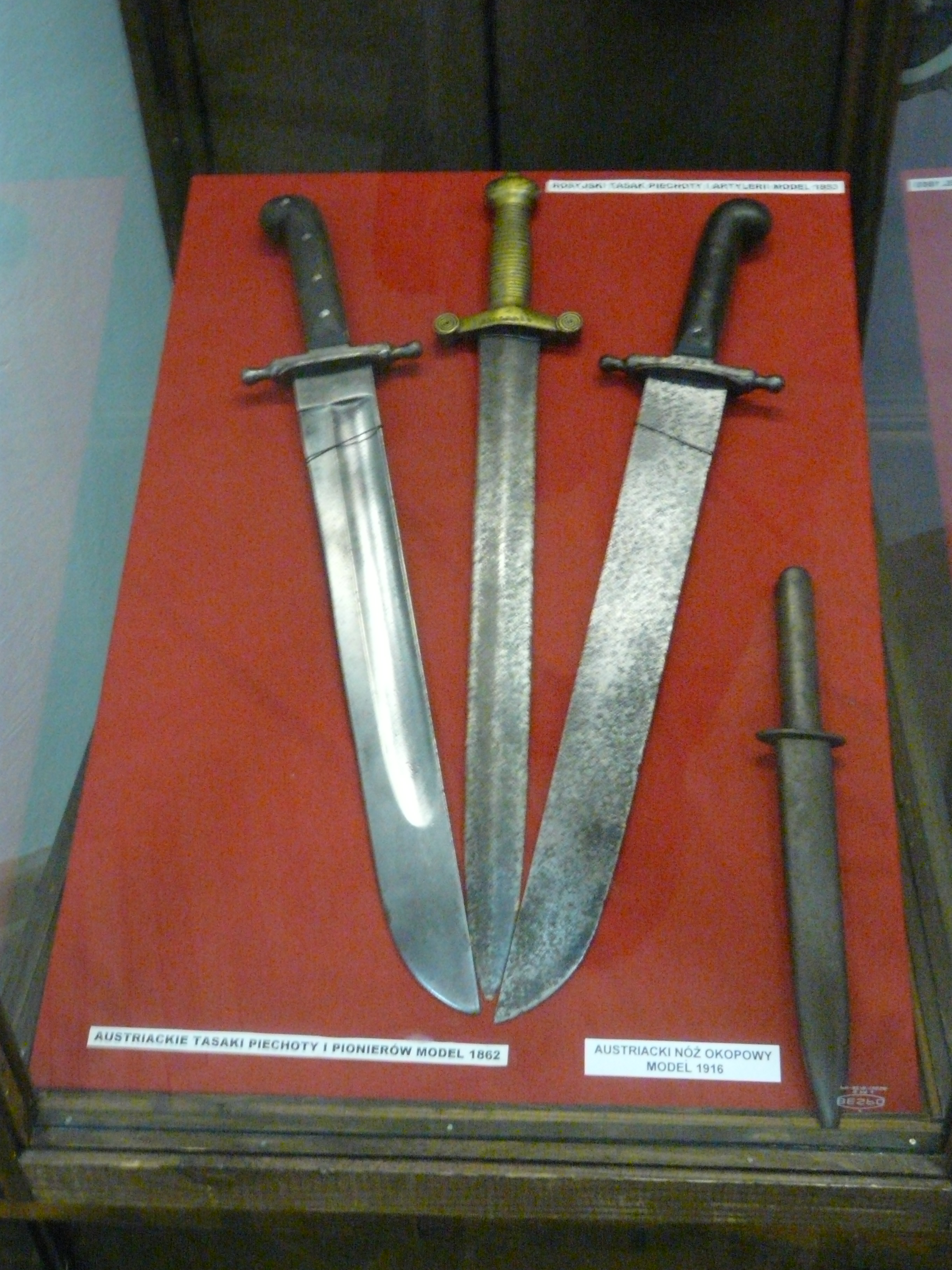
Austriackie tasaki oraz austriacki nóż okopowy

#### Wrzesień 1939 roku w Dukli i na Przełęczy Dukielskiej

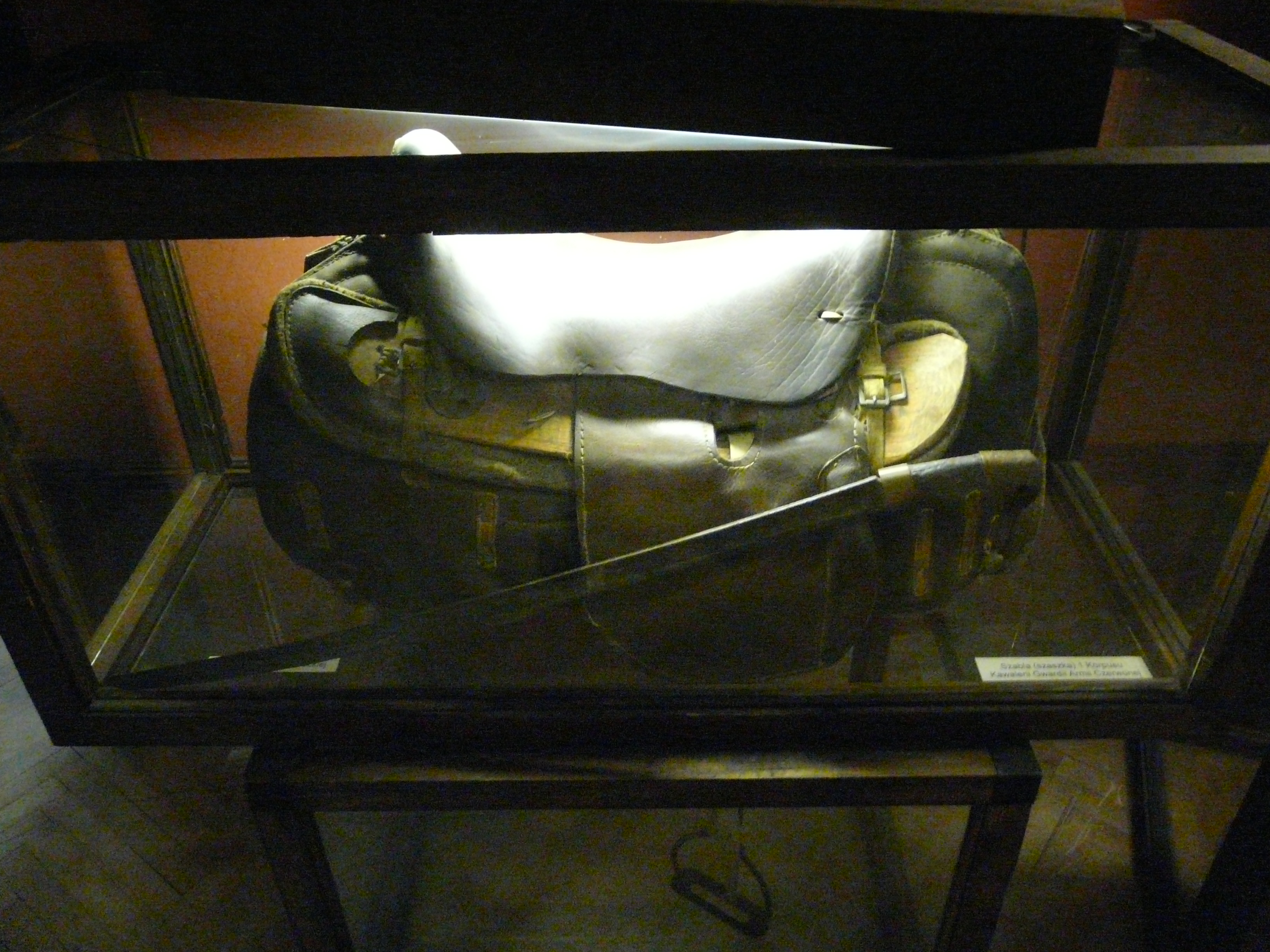
Siodło kawaleryjskie

Wystawa ta przedstawia walki podczas kampanii wrześniowej na froncie południowym, gdzie Wojsko Polskie zmierzyło się z jednostkami słowackimi, oraz główne uderzenie sił niemieckich na Duklę w nocy z 8 na 9 września.
Prezentowane są fotografie z przygotowań wojennych w Dukli, z przejścia granicznego w Barwinku oraz pamiątkowe zdjęcia żołnierzy słowackich w Polsce. Ponadto na ekspozycji znajdują się: szable wz. 1921 i wz. 34, siodło kawaleryjskie, karabiny Mausera i Lebela, bagnety, mundury, czapki wojskowe, hełmy i maski przeciwgazowe.

#### Operacja Karpacko-Dukielska 8 IX–30 XI 1944
Na wystawie są przedstawione reprodukcje fotografii, mapy, umundurowania, ekwipunki, uzbrojenie i wyposażenie żołnierzy walczących podczas operacji dukielsko-preszowskiej, które przybliżają genezę, przebieg, ważne postacie oraz skutki bitwy dukielskiej. Na ekspozycji przeważają eksponaty z pobojowiska. Fotografie przedstawiają głównie walki I Czechosłowackiego Korpusu Armijnego, walczącego u boku Armii Czerwonej.

#### Uzbrojenie wojsk walczących w Karpatach
Jest to wystawa uzupełniająca ekspozycję „Operacja Karpacko-Dukielska 8 IX–30 XI 1944”. Znajdują się na niej przykłady uzbrojenia wojsk biorących udział w bitwie dukielskiej, czyli wojsk radzieckich, czechosłowackich, niemieckich i węgierskich. Największą część wystawy zajmuje broń palna produkcji radzieckiej.

#### Inspektorat ZWZ - AK „Joachim” Jasło - Krosno - Brzozów - Sanok 1939–1944
Ekspozycja prezentuje polskie oddziały partyzanckie stacjonujące w okolicach Dukli. Przybliżona jest tu struktura organizacyjna i najważniejsze akcje bojowe Polskiego Państwa Podziemnego w regionie. Ponadto na wystawie są przedstawiane tu autentyczne dokumenty przedstawiają działalność ZWZ Jedlicze, kolekcja broni używanej przez partyzantów oraz pamiątki związane z represjami wobec partyzantów.

#### Monte Cassino 1944

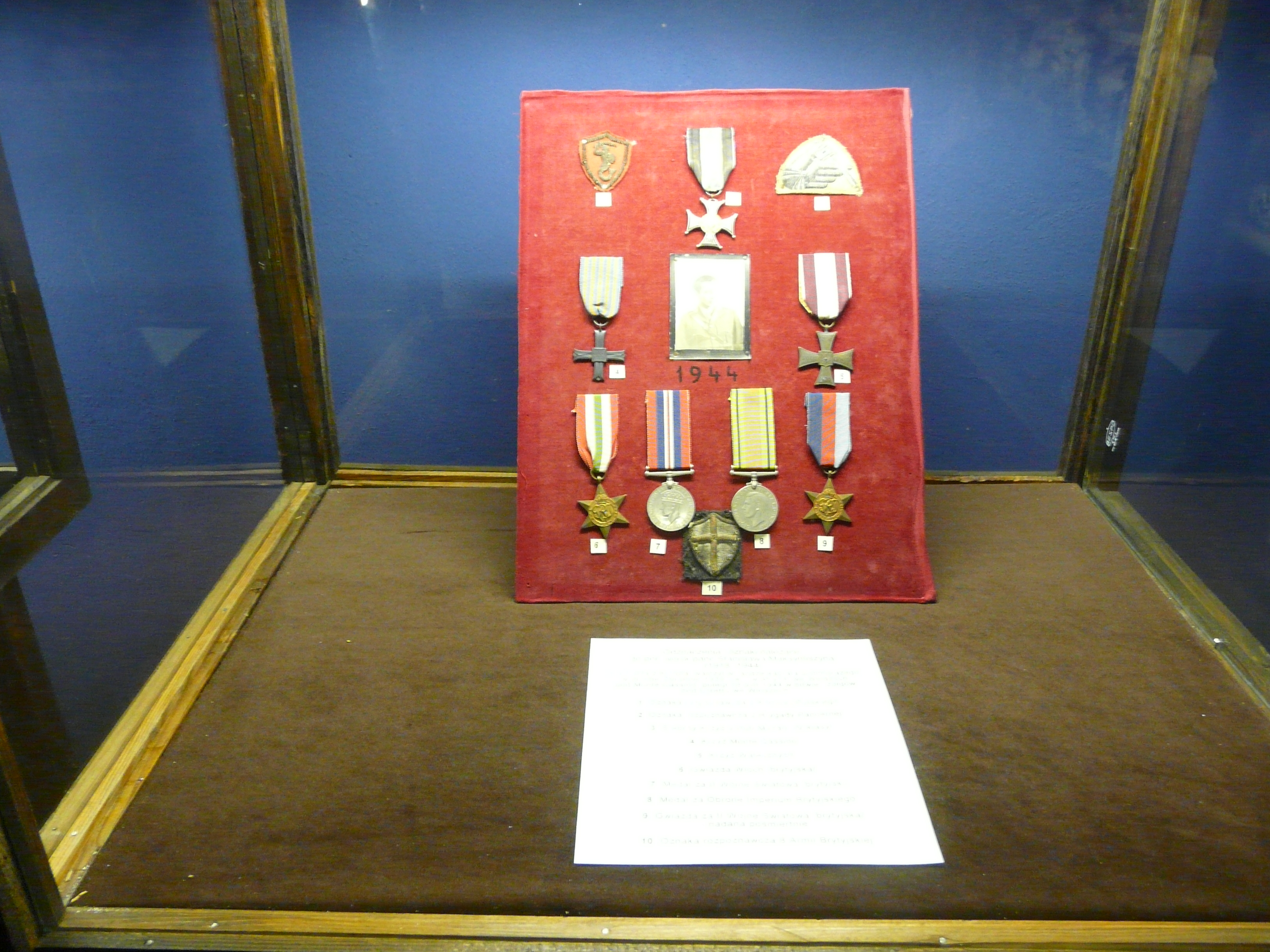
Medale przyznawane Armii Polskiej na Zachodzie

Wystawa przybliża zmagania Wojska Polskiego na Zachodzie podczas bitwy o klasztor na Monte Cassino. Na ekspozycji znajduje się mapa ukazującą drogi Polaków do Armii Polskiej w ZSRR gen. Andersa, uzupełniane przez archiwalne zdjęcia, elementy uzbrojenia i wyposażenia zarówno wojsk polskich i niemieckich oraz kolekcja odznaczeń przyznawanych polskim żołnierzom na Zachodzie. Choć tematyka wystawy nie jest powiązana bezpośrednio z tematyką muzeum, gdyż powstała jako wystawa rocznicowa, to została włączona do wystaw stałych.

## Skansen broni ciężkiej
Przed pałacem, na dziedzińcu, umiejscowiony jest skansen broni ciężkiej, prezentujący głównie artylerię. Skansen zawiera 20 eksponatów, m.in:
- 152 mm haubicoarmata wz. 1937 (MŁ-20)
- 37 mm armata przeciwlotnicza wz. 1939 (61-K)
- 85 mm armata przeciwlotnicza wz. 1939 (52-K)
- 57 mm armata przeciwpancerna wz. 1943 (ZiS-2)
- 76,2 mm armata dywizyjna wz. 1942 (ZIS-3)
- 100 mm armata polowa wz. 1944 (BS-3)
- czołg T-34-85
- samolot szkolno–treningowy PZL TS-8 Bies
- wyrzutnia rakietowa BM-8 „Katiusza” na podwoziu ZiS-151
- lekka haubica polowa 105 mm (leFH 18)
- 82 mm moździerz wz. 1937
- 120 mm moździerz wz. 1943
- 160 mm moździerz M-160
- 122 mm haubica wz. 1938 (M-30)
- 45 mm armata przeciwpancerna wz. 1942 (M-42)

Poza obrębem skansenu znajduje się radzieckie działo pancerne ISU-152, które należy do muzeum. Wcześniej on stał jako pomnik przy klasztorze oo. Bernardynów, upamiętniając żołnierzy poległych w bitwie o przełęcz dukielską. W 1997 w jego miejscu stanął kompleks dwóch rzeźb, składający się z Krzyża Pojednania oraz figury św. Jana z Dukli, a rok później dołożono figurę Jana Pawła II upamiętniającą jego pielgrzymkę do Dukli w 1997.
Obecnie działo znajduje się obok skansenu, na ulicy Parkowej. 

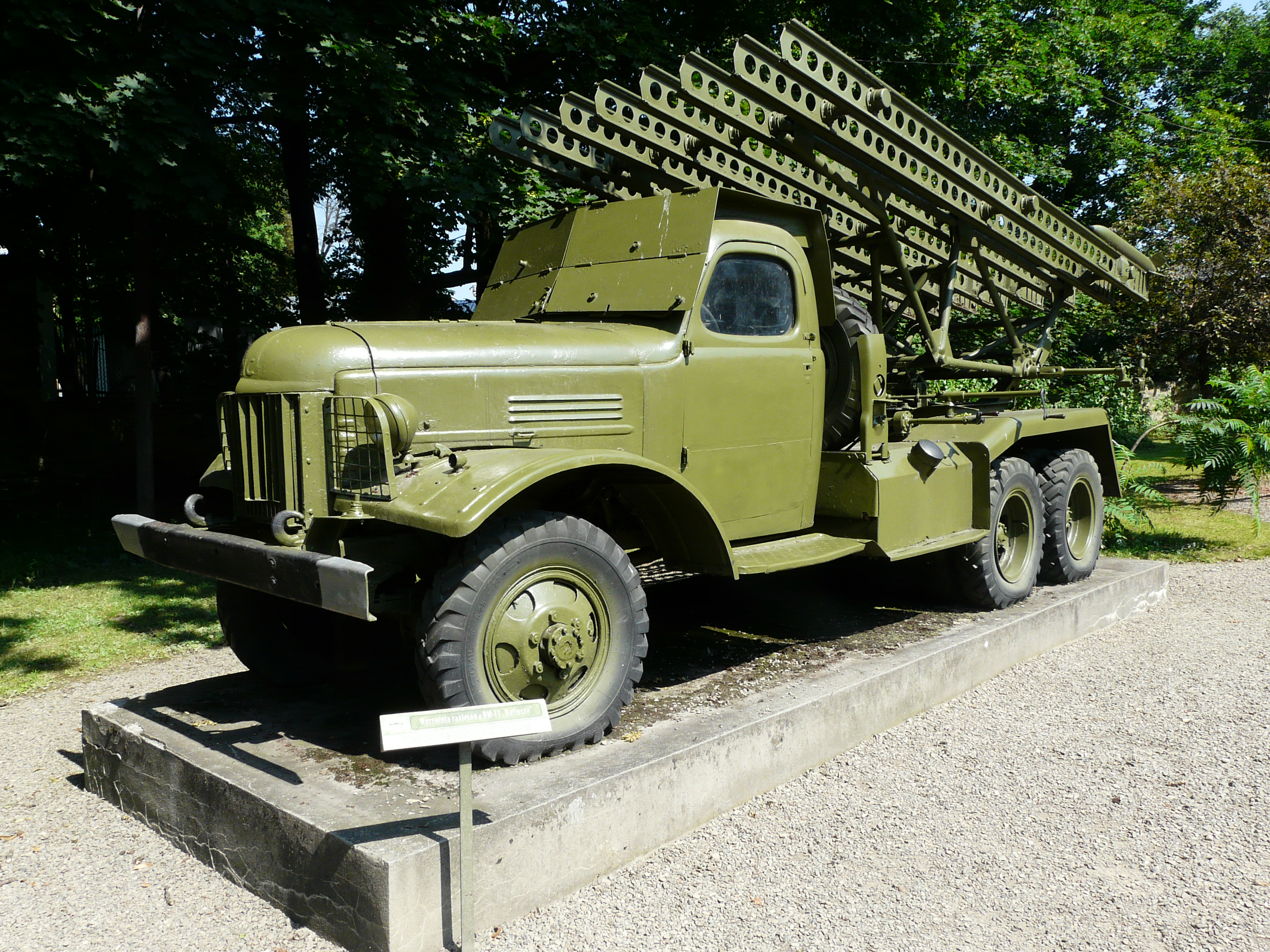
Katiusza
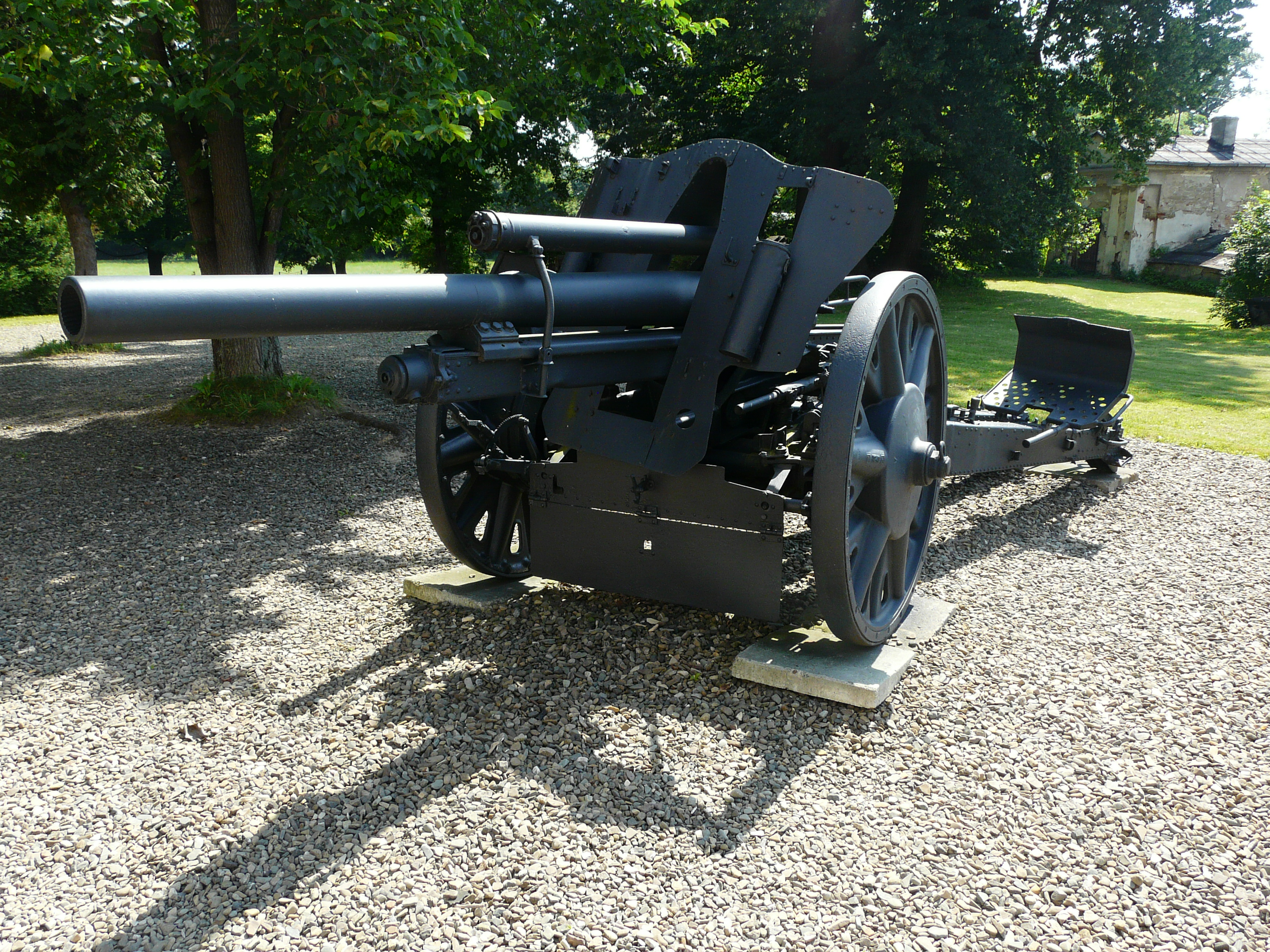
Niemiecka haubica kalibru 105 mm
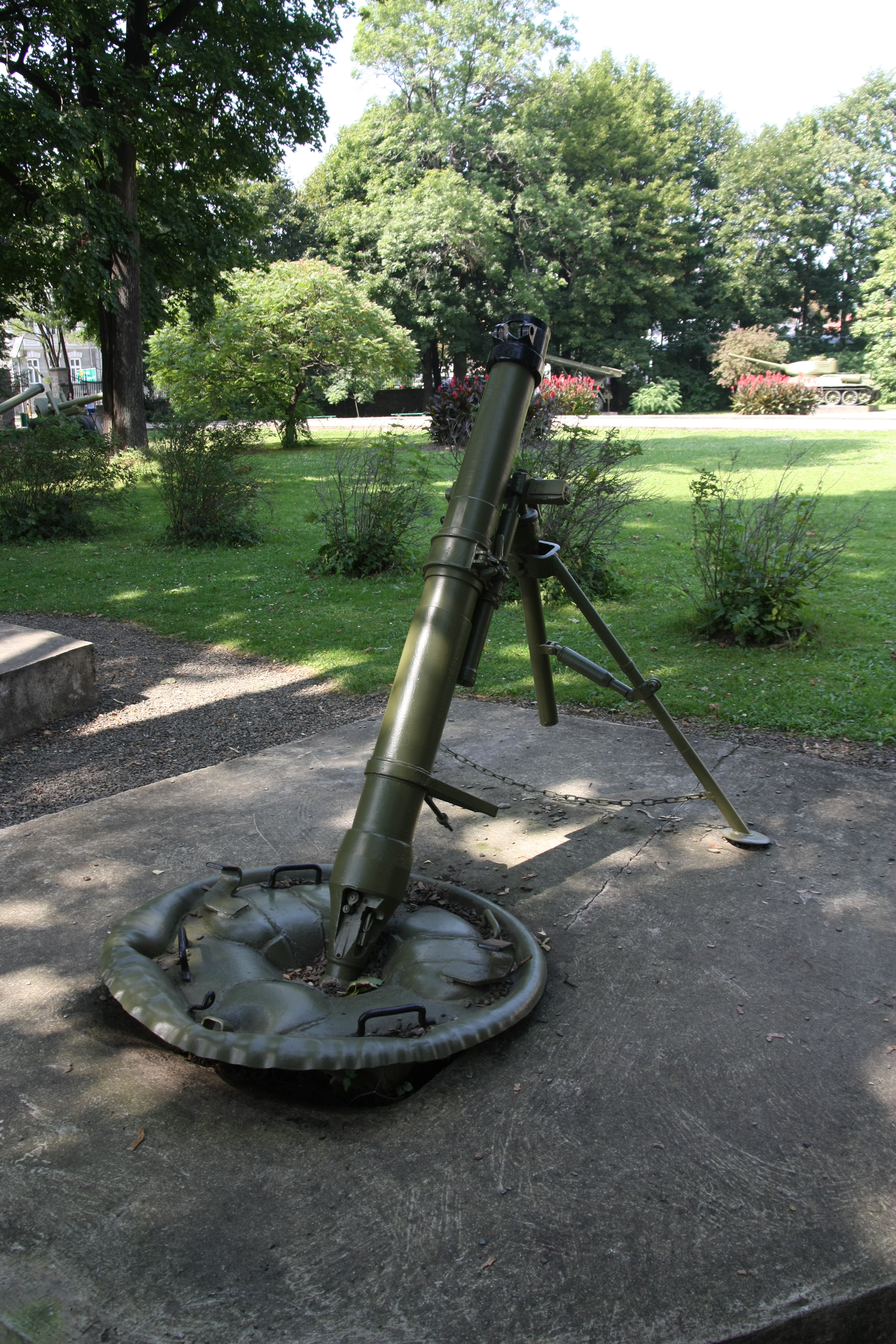
Moździerz 82 mm
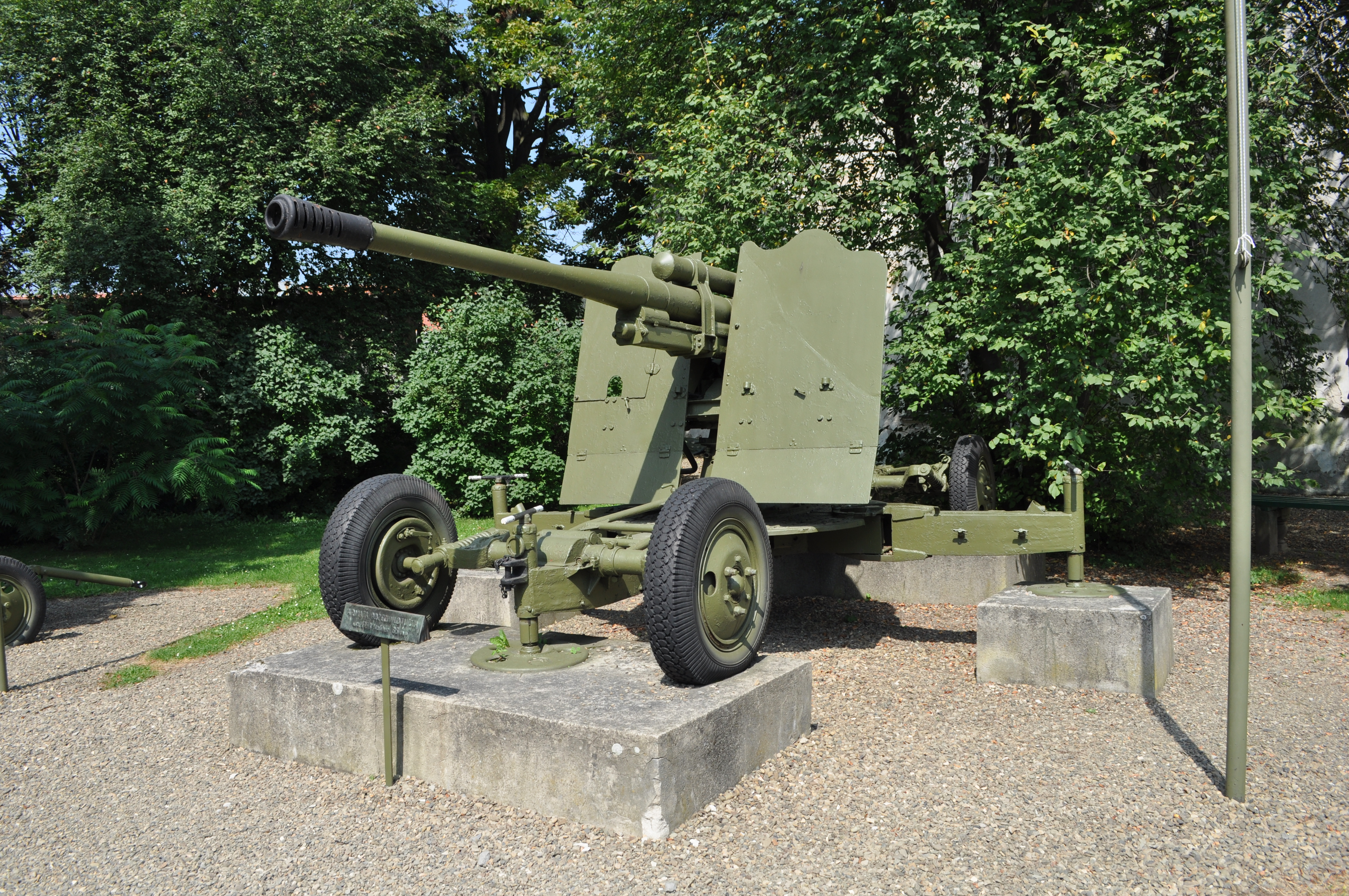
Działo przeciwlotnicze 85 mm
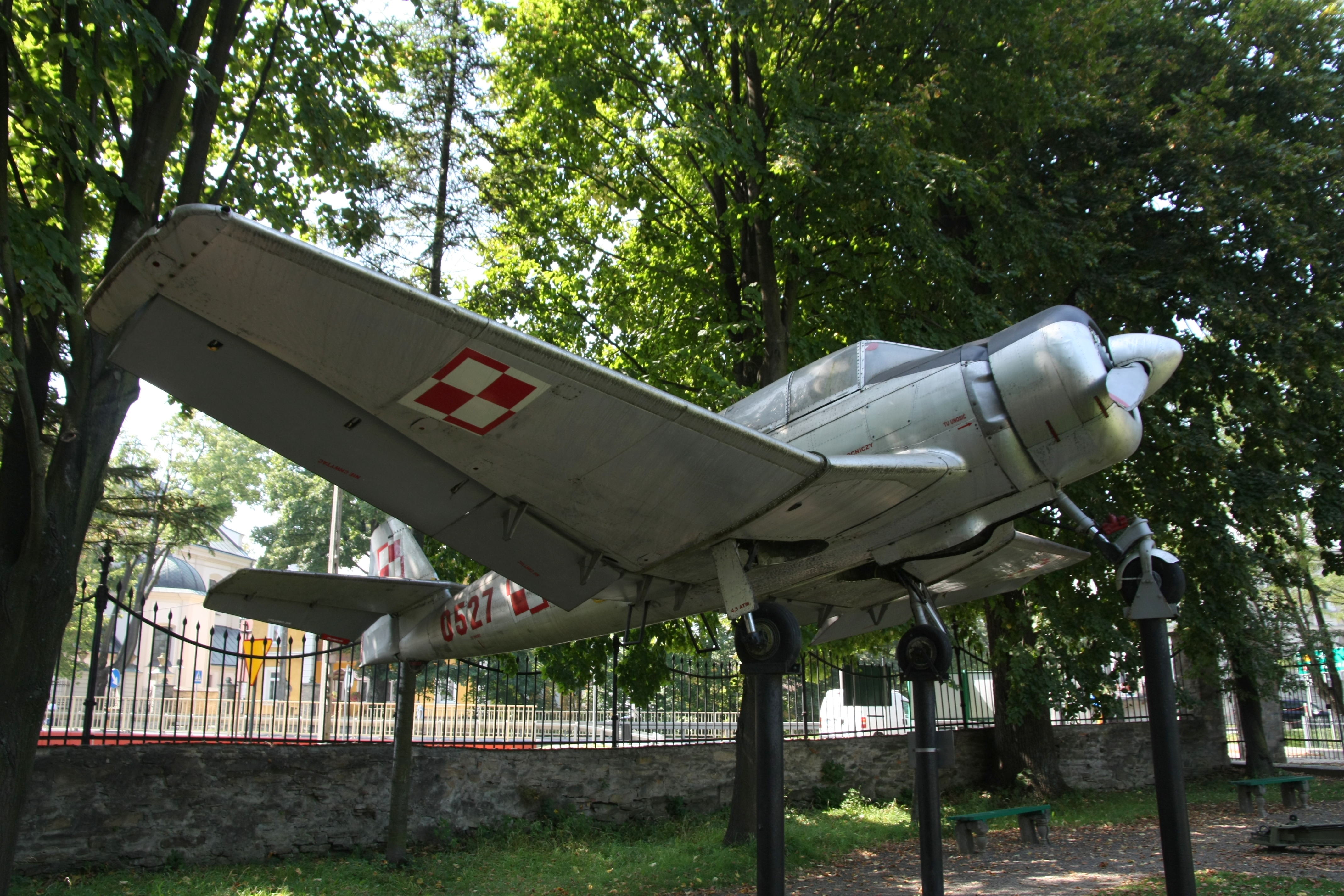
PZL TS-8 Bies